# Milan Tesař (novinář)
Milan Tesař (* 15. září 1964 Praha) je český spisovatel a novinář, spoluzakladatel komiksu Zelený Raoul.
V době sametové revoluce pracoval v redakci Zemědělských novin. Ještě téhož roku přešel do Lidových novin, kde byl pouze jeden den, než se začal podílet na úvodním vydání časopisu Reflex. V redakci Reflexu působil s jednou pauzou dvacet let. V roce 1993 pracoval půl roku ve společnosti Febio, kde stál u zrodu pořadu Česká soda. Po odchodu hlavního partnera pořadu Česká soda, kterým byly noviny Blesk, se vrátil do redakce časopisu Reflex, kde zastal pozici vedoucího kulturního oddělení. Z redakce odešel 11. června 2021. V roce 1995 s dvěma dalšími scenáristy stál v Reflexu u zrodu komiksu Zelený Raoul, který psal až do jeho konce v roce 2022. Jako spoluautor se také podílel na komiksu Dlouhý nos, který vycházel v Lidových novinách.

## Dílo
- Elán - Rock na život a na smrt (1992) – kniha se zabývá historií populární slovenské pop-rockové kapely Elán.
- Deník rodícího se otce (2011) – o vztahu otce a syna, v různých podobách.
- Soči 2014: XXII. zimní olympijské hry (2014) – několik dní po skončení olympijských her vydal Český olympijský výbor reprezentativní oficiální publikaci Soči 2014, která nabízí netradiční pohled na hry XXII. Zimní olympiády v Soči.
- Rio 2016 - Letní olympijské hry (2016) – oficiální publikace ČOV s netradičním pohledem do zákulisí her XXXI. Letní olympiády v Riu.
- Jizerská 50: Závod plný příběhů (2017) – o závodě Jizerská padesátka

## Televize
- Můj pokus o mistrovský opus (2014) – šest náročných hudebních skladeb představilo šest interpretů v dokumentárním cyklus České televize pod taktovkou Milana Tesaře.